# Wilhelm Schmalz

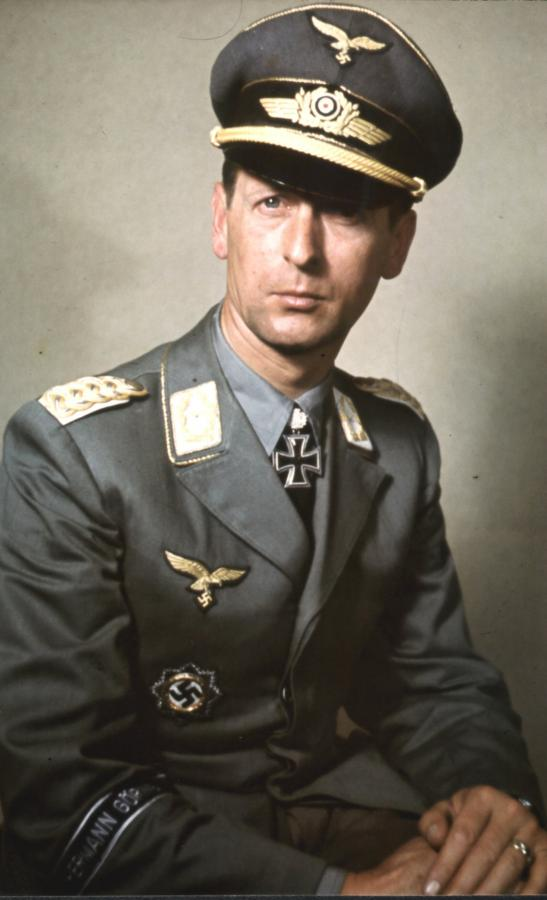
Wilhelm Schmalz

Wilhelm Schmalz (ganz links) als Mitglied der deutschen Wettkampfmannschaft bei der National Horse Show in den USA, 1928

Wilhelm Schmalz (* 1. März 1901 in Reußen, Sachsen; † 15. März 1983 in Weilmünster) war ein deutscher Offizier, zuletzt Generalleutnant im Zweiten Weltkrieg.

## Militärkarriere
Die Offizierskarriere von Schmalz begann in der 3. Marine-Brigade am 1. April 1919. Anschließend wurde er in die Reichswehr übernommen und Anfang April 1920 wechselte er in das 15. Reiter-Regiment, in dem er in unterschiedlichen Positionen bis Anfang 1933 blieb.
Von 1926 bis 1932 war er auch Teammitglied der deutschen Olympia-Reitermannschaft.
Anfang 1933 wurde Schmalz zur Kavallerieschule Hannover abkommandiert. Anschließend war er ab dem 1. Oktober 1934 Offizier im motorisierten Reiter-Regiment 16 in Eisenach. Als dieses im Jahr 1935 in der Wehrmacht aufging, wurde Schmalz in das Kradschützen-Bataillon 2 bei der 2. Panzer-Division und im Oktober 1936 in das Reichskriegsministerium nach Berlin versetzt. 1938 kam Schmalz zum Regimentsstab des Kavallerie-Schützen-Regiments 11 bei der 4. leichten Division, ab Anfang 1940 bei der 9. Panzer-Division, nach Waidhofen. Seine Beförderung zum Kommandeur der I. Abteilung vom Kavallerie-Schützen-Regiment 11 erfolgte am 1. April 1939. Am 1. November 1940 führte Schmalz das Kradschützen-Bataillon 59 bei der 9. Panzer-Division als Bataillonschef bis zum 31. Januar 1942. Anschließend wurde er Kommandeur des Schützen-Regiments 11, dem ehemaligen Kavallerie-Schützen-Regiment 11, welches er auch nach der Umbenennung Anfang Juli 1942 in Panzer-Grenadier-Regiment 11 weiterhin führte.
Er gab dieses Kommando am 31. Dezember 1942 ab, als er den Auftrag erhielt im Raum Mont-de-Marsan in Frankreich die neue Division Hermann Göring aufzubauen. Hierfür wechselte er am 1. Januar 1943 zur Luftwaffe und wurde innerhalb der Panzerdivision Hermann Göring zum Kommandeur der Panzerbrigade ernannt. Im April 1944 wurde Schmalz als Nachfolger von Paul Conrath Kommandeur der ehemaligen Division Hermann Göring, die jetzt Fallschirm-Panzer-Division 1 Hermann Göring hieß. Mit ihr kämpfte er in Italien, wo die Division in Kämpfe mit Partisanen verwickelt wurde und schwere Kriegsverbrechen an Zivilisten beging. Nach dem Rückzug aus Italien führte er die Division in den Raum von Warschau. Am 1. Oktober 1944 wurde er Kommandeur des Fallschirm-Panzerkorps Hermann Göring und am 30. Januar 1945 zum Generalleutnant befördert. Mit dem Panzerkorps nahm er während der Schlacht um Ostpreußen u. a. an der Kesselschlacht von Heiligenbeil teil. Mit der Kapitulation Deutschlands löste er den Stab des Panzerkorps auf und die Angehörigen sollten sich nach Westen durchschlagen, was den meisten misslang. Schmalz gelang die Flucht und er kam in amerikanische Gefangenschaft.

## Privates
Ab 1936 war er mit Luise Henriette Prinzessin von Preußen (1912–1973), der zweitältesten Tochter Friedrich Wilhelm Prinz von Preußens, verheiratet.

## Verfahren wegen Kriegsverbrechen
Schmalz wurde wegen Kriegsverbrechen in Italien angeklagt, darunter das Massaker von Civitella in Val di Chiana, Cornia und San Pancrazio am 29. Juni 1944, bei dem 146 Zivilisten von Soldaten der Fallschirm-Panzerdivision 1 Hermann Göring ermordet wurden. Er wurde vor Gericht gestellt und am 12. Juli 1950 in Rom von einem Gericht freigesprochen und aus der Gefangenschaft entlassen.

## Auszeichnungen
- Eisernes Kreuz (1939) II. und I. Klasse

- Deutsches Kreuz in Gold am 8. Februar 1942
- Ritterkreuz des Eisernen Kreuzes mit Eichenlaub[7][8]
  - Ritterkreuz am 28. November 1940
  - Eichenlaub am 23. Dezember 1943

Weitere Auszeichnung, die er erhielt. waren der Königlich-Bulgarische Tapferkeitsorden IV. Klasse, I. Stufe, die Medaille Winterschlacht im Osten 1941/42 und das Erdkampfabzeichen der Luftwaffe.